# Wilmot, South Dakota
Wilmot är en ort i Roberts County i delstaten South Dakota i USA.